# ويليام دبليو. هويلز
ويليام دبليو. هويلز (بالإنجليزية: William White Howells)‏ هو عالم إنسان أمريكي، ولد في 27 نوفمبر 1908 في نيويورك في الولايات المتحدة، وتوفي في 20 ديسمبر 2005 في كيتري بوينت في الولايات المتحدة.

## وصلات خارجية
- ويليام دبليو. هويلز على موقع الموسوعة البريطانية (الإنجليزية)